# Hippopotamus antiquus
A Hippopotamus antiquus („európai víziló”) az emlősök (Mammalia) osztályának párosujjú patások (Artiodactyla) rendjébe, ezen belül a vízilófélék (Hippopotamidae) családjába tartozó fosszilis faj.

## Előfordulása

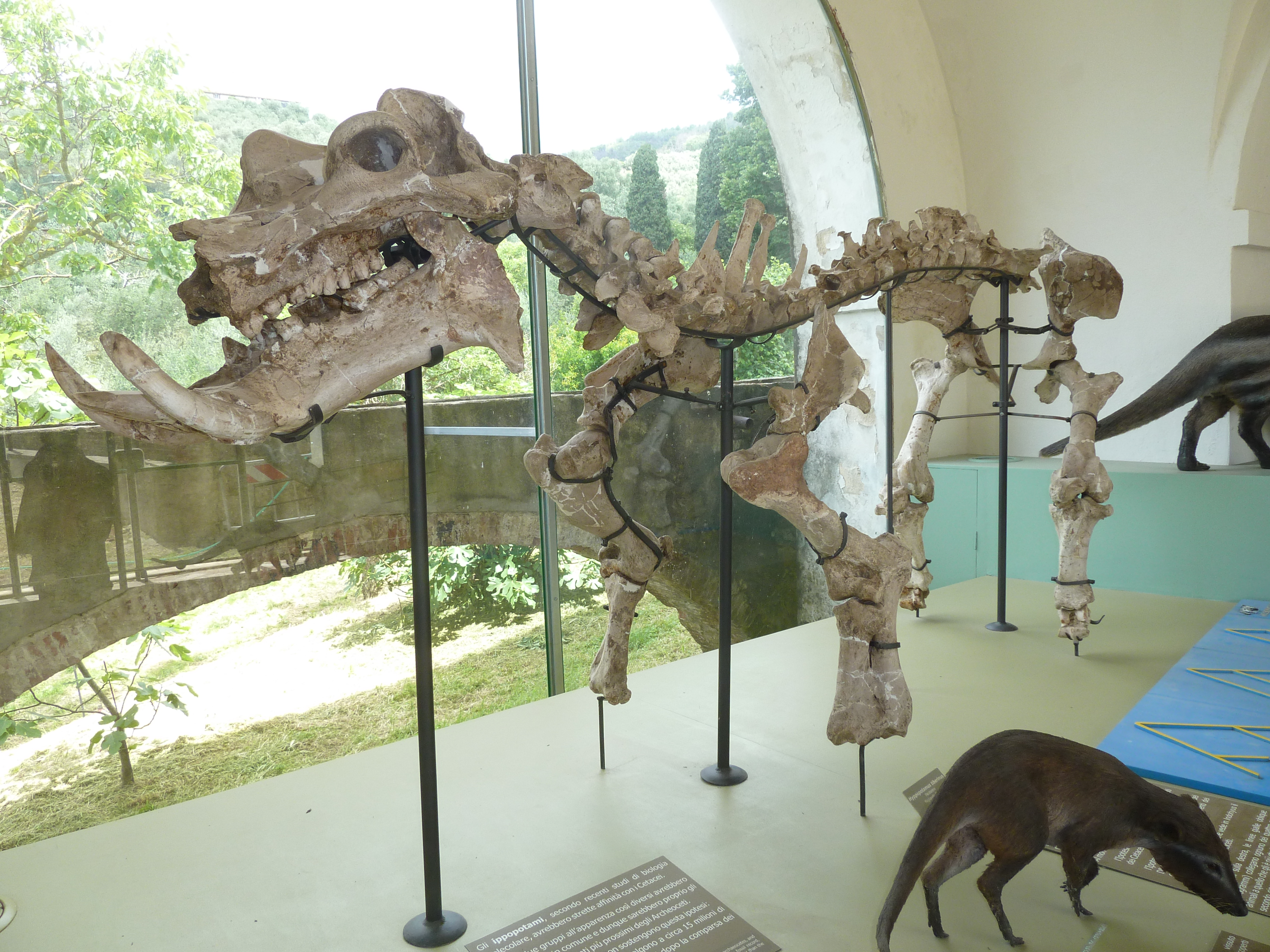
A víziló csontvázai Pisában ...

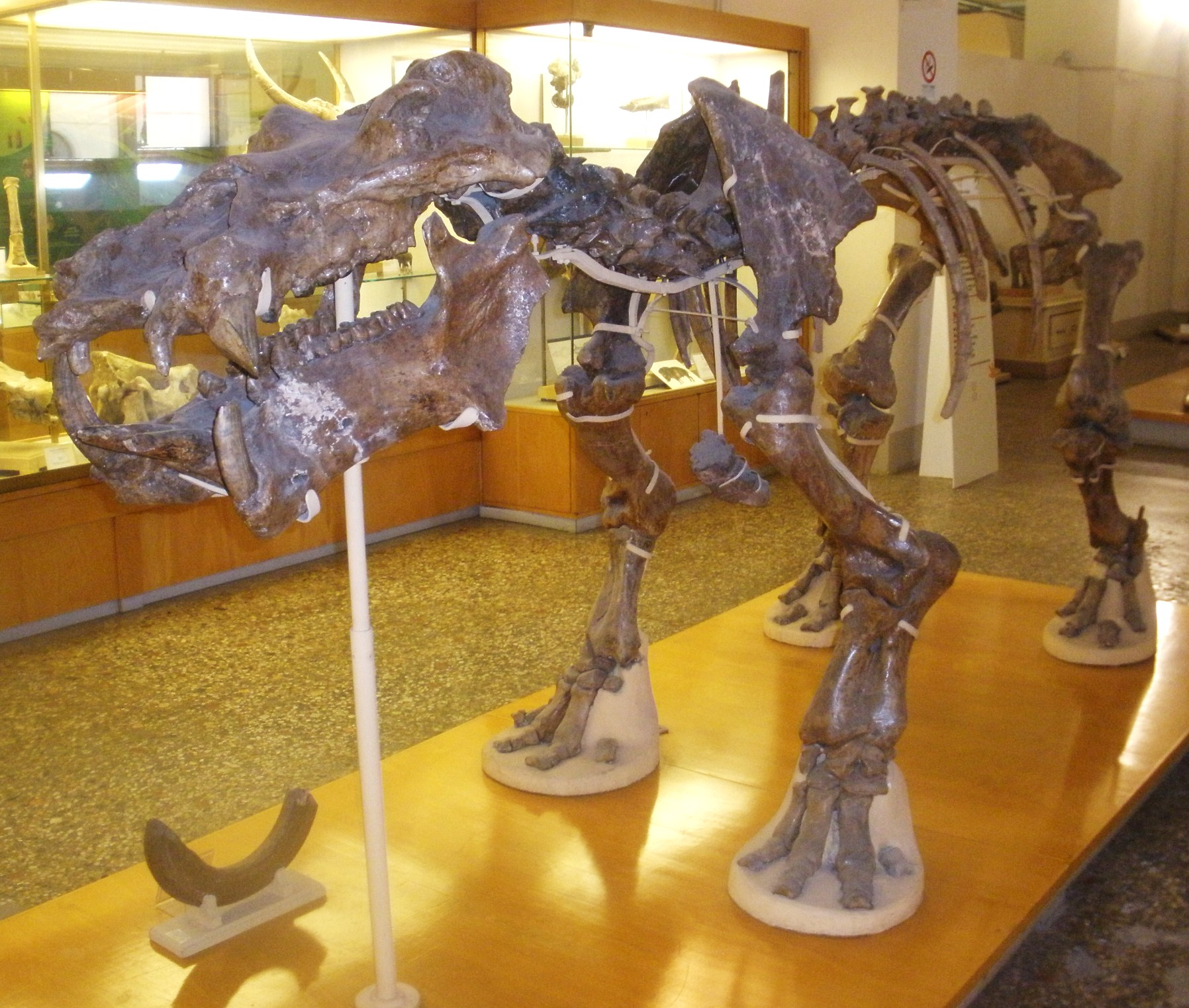
... és Firenzében

A Hippopotamus antiquust „európai vízilónak” is nevezik, mivel az előfordulási területe az öreg kontinensen volt. Ez az állat az Ibériai-félszigettől a Brit-szigetekig és a nyugat-európai Rajnától Görögországig sokfelé előfordult. Ez az ősvíziló a pleisztocén korban, a Würm-glaciális idején élt. Körülbelül 1,8 millió éve jelent meg, de már a holocént (11 700 évvel ezelőtt) nem érte meg. A rokon nílusi víziló (Hippopotamus amphibius), amely körülbelül 2 millió éves, időnként fel-felbukkant Európában, de nem tekinthető európai fajnak.
Egyes őslénykutató szerint a krétai törpevíziló (Hippopotamus creutzburgi) Boekschoten & Sondaar, 1966 a Hippopotamus antiquusból alakult ki. A Krétára került állomány az élettér csökkenésére és az izolációra, más nagy méretű emlősökre hasonlóan, törpenövéssel reagált.

## Megjelenése
Ennek az állatnak az átlagos testtömege körülbelül 3200 kilogramm lehetett. A szóban forgó víziló és a Hippopotamus gorgops testmérete nagyjából megegyezett; mindketten nagyobbak voltak a mai nílusi vízilónál. Megjelenésben mindhárom víziló nagyon hasonlított egymásra.

### Fordítás
- Ez a szócikk részben vagy egészben  a   Hippopotamus antiquus című angol Wikipédia-szócikk ezen változatának fordításán alapul.  Az eredeti cikk szerkesztőit annak laptörténete sorolja fel. Ez a jelzés csupán a megfogalmazás eredetét és a szerzői jogokat jelzi, nem szolgál a cikkben szereplő információk forrásmegjelöléseként.